# Callopora dumerilii
Callopora dumerilii is een mosdiertjessoort uit de familie van de Calloporidae. De wetenschappelijke naam van de soort is, als Flustra dumerilii, voor het eerst geldig gepubliceerd in 1826 door Jean Victor Audouin.